# 何春木
何春木（1922年10月3日—2017年3月13日），中華民國（台灣）政治人物，臺中市人，曾任總統府國策顧問、臺灣省議員、臺灣省政府顧問、臺中市議員等職。何春木為臺中市「何派」創始人、民主進步黨創黨大老，早年以黨外之身參政，何春木曾多次挑戰臺中市市長選舉未果，但卻對臺中市黨外勢力的形成與壯大辦演關鍵性的角色。綠營人士封何春木是「黨外檜木」，他從中國民主黨、美麗島雜誌社到民主進步黨創黨無役不與，見證台灣反威權的發展。他也被政壇定位為「溫和改革派」，個性溫和，沒有明顯的派系色彩，維持超然地位。

## 早年生活
何春木出生於台中旱溪，為家中長子。父親何元是鐵路工人，母親林甘則來自烏日，家境貧窮，沒有機會接受良好的教育。身為長子的他必須分擔家計，15歲從公學校畢業後就開始工作。他做過許多工作，包含賣枝仔冰、糖廠臨時人員、鐵工廠學徒等等。

## 記者生涯
1937年中日戰爭爆發後，何春木進入台中的「台灣新聞社」擔任基層雜役，在工作中獲得很多學習機會，也逐漸對政治產生興趣。何春木後來也成為正式記者，展開長達十年的記者生涯。
中華民國政府來台後，何春木迅速學習北京話，很快就可以用中文撰寫新聞。1947年李萬居創辦「公論報」，何春木也加入並擔任台中分社的主任。

## 投入政治
在跑新聞時常會前往台中市議會的何春木對於議員的質詢深感失望，決定在1950年以29歲之齡參選第一屆台中市議員選舉，並成功當選，成為當時最年輕的台中市議員。
1952年第二屆台中市議員選舉，何春木高票落選，回去從事記者工作。此事台灣的黨外勢力慢慢崛起，何春木也因其清廉、認真問政的立場開始與其他黨外人士有所接觸，黨外勢力開始結盟。1954年何春木當選第三屆台中市議員，此後也連任了兩次。他也分別在1957年、1960年、1964年參選台中市長，但皆敗選。1960年以一萬票的差距敗給邱欽洲。1972再度出戰參選台中市長，但仍然落選。
1960年創辦《自由中國》的雷震與吳三連、李萬居等人籌備組織新黨「中國民主黨」，何春木也擔任了「台中市籌備員」。而後發生「雷震事件」，雖未波及到何春木等其他黨外人士，但新黨籌備活動也因此銷聲匿跡。他對此事念念不忘，因此在日後民主進步黨成立大會上，才會提出要將新成立的政黨命名為中國民主黨。
1964年落選市長後，何春木為了家計暫停14年的政治生涯，轉為經營薪材、木炭與焦炭生意。何春木一邊經商一邊讀書，於1977年完成高中學業，獲得明德中學的初中與高中學歷。同年，何春木也當選了台灣省議員，重回政壇生涯。1979年6月12日，何春木質詢省主席林洋港時，質疑〈南海血書〉的真實性，後2003年原「譯者」朱桂承認其為捏造。
1979年，在高雄的美麗島事件發生前夕，台中發生了「728事件」，黨外人士於7月28日聚集於台中公園舉辦活動，卻遭國民黨派遣鎮暴部隊以「演習」名義禁止群眾進入公園並使用強力水柱、電擊棒驅散民眾。同年，美麗島雜誌社台中服務處預計於11月20日舉辦「吳哲朗惜別晚會」，何春木以「美麗島之夜」的名義向台中市警局提出集會申請，卻遲遲未獲得批准。沒想到有關單位原訂於21日舉辦的消防演習，卻突然宣布提早一天舉辦，且地點就在美麗島之夜的申請之地。但黨外人士仍決定照常舉辦，會場太平國小禮堂原可容納兩千人，當晚擠到水洩不通，約有五千多人參與。晚會結束11點半左右，眾人持火炬高唱《美麗島》，在大批警力嚴陣以待之下安全離開會場。
1981年台灣進行監察委員選舉，由省議員投票選出。曾擔任美麗島事件辯護律師的尤清出面參選，另一位雲林縣的周哲宇也欲參選，竟派人開車載鈔票到何春木家，暗示他會先付八百萬的「前金」，當選後會再提供兩百萬的「後謝」。何春木不願意前往驗查現金，讓兒子何敏誠送他離開，何敏誠回憶那是他第一次看到這麼多現金，當時台中市的透天厝才一百萬元上下。爾後尤清也順利當選監察委員。
1981年底何春木意外落選省議員，於1985年捲土重來，和許榮淑、劉文雄組成「黨外鐵三角」聯合參選，遭到國民黨的強烈打壓與攻擊。開票當天，黨外人士號召義工攜帶手電筒擔任監票部隊，預防開票期間發生「大停電」，最終開票結果何春木獲得六萬多票，成功當選第八屆省議員。1988年也當選第九屆省議員。
1986年9月28日，「黨外中央選舉後援會」在台北市圓山大飯店召開，朱高正提案要求立即組黨，謝長廷主張稱「民主進步黨」，受到高度接受。臺灣省議員黃玉嬌反對稱民主進步黨，「應稱臺灣民主黨來彰顯臺獨主張。」何春木則重提雷震用過的「中國民主黨」，還說用這個名稱，「將來可以帶回中國大陸去」，哄堂大笑，眾人還是比較支持「民主進步黨」。朱高正反而說要取名「進步民主黨」，因為「左右要照順序。以後要分裂比較方便。左派叫做進步黨，右派叫做民主黨。」謝長廷反對稱：「哪有人一開始建黨就主張要分裂的、這實在不應該」，最後眾人支持謝長廷的「民主進步黨」。
1995年，何春木以73歲高齡退休，卸下公職身分。他一生總共參選13次，7次當選、6次落選，前後時間加起來長達四十四年。
2017年3月13日逝世，享壽96歲。

## 家族
- 三子何敏誠：前任臺中市議員，7連任（第11選區，代表民主進步黨）
  - 何敏誠的兒子何昆霖：前立法委員候選人，前議員候選人

- 四子何敏豪：前立法委員（代表台灣團結聯盟）、現任中美和石油化學股份有限公司董事長

## 外部連結
- 何春木 （页面存档备份，存于），歷屆議員查詢，臺灣省諮議會。